# Chaguarpamba
Chaguarpamba ist eine Ortschaft und die einzige Parroquia urbana („städtisches Kirchspiel“) im Kanton Chaguarpamba der ecuadorianischen Provinz Loja. Chaguarpamba ist Sitz der Kantonsverwaltung. Die Parroquia besitzt eine Fläche von 101 km². Die Einwohnerzahl lag im Jahr 2010 bei 3579. Im Hauptort wohnten davon 1090 Einwohner.

## Lage
Die Parroquia Chaguarpamba liegt in den Anden im Südwesten von Ecuador. Der Río Yaguachi, linker Quellfluss des Río Puyango, fließt entlang der östlichen und nördlichen Verwaltungsgrenze nach Nordwesten. Der 1300 m hoch gelegene Hauptort Chaguarpamba befindet sich 50 km westnordwestlich der Provinzhauptstadt Loja. Die Fernstraße E50 (Loja–Santa Rosa) führt an Chaguarpamba vorbei.
Die Parroquia Chaguarpamba grenzt im Norden an die Parroquia El Rosario, im Osten an die Parroquia Guayquichuma, im Süden an die Parroquias La Tingue und Olmedo (beide im Kanton Olmedo) sowie im Westen an die Parroquias Amarillos und Buenavista.

## Geschichte
Die Parroquia Chaguarpamba wurde am 29. Mai 1869 als Teil des Kantons Paltas gegründet. Schließlich wurde am 27. Dezember 1985 der Kanton Chaguarpamba eingerichtet und der Ort wurde als Parroquia urbana dessen Verwaltungssitz.